# 視診
視診（ししん）は顔の表情や顔色、皮膚の変化などの特徴、歩き方などを目で見て行う診察法。

## 診断と所見
視診は、打診、聴診、触診などと並ぶ診察法の一種である。これらの診断で得られる所見を「現症」あるいは「理学的所見」といい、理学的所見は全身所見と局所所見に大別される。

## 体腔内視診
古代のギリシアやローマではspatulaと呼ばれる直達鏡が臨床で用いられていた。19世紀には体腔内に積極的に照明光を当てて視診を行うことができるよう改良した視診用具が実用化された。さらに20世紀にかけて光学内視鏡の出現と発達がみられ、その後内視鏡へのエレクトロニクスの応用が始まった。

### 耳科領域
耳鏡のほか、鼓膜所見には直視型硬性内視鏡が用いられる。
耳鏡には、吉田氏、朝顔型、岡大式などの型があり、耳穴の大きさに合わせた大小のサイズがある。

### 鼻科領域
後鼻鏡や前鼻鏡のほか、後方斜視型硬性内視鏡や撓性鏡などの内視鏡も用いられる。
前鼻孔を開いて観察する鼻鏡（前鼻鏡）には、岡田改良フレンケル氏型、和辻氏型、ハルトマン氏型、キアリン氏型などの型がある。